# 문영희
문영희(1983년 6월 19일 ~ )는 대한민국의 필드하키 선수이며 포지션은 골키퍼이다. 경기도 출신이며 KT 소속이다.

## 학력
- 한국체육대학교 졸업

## 경력
- 2008년 하계 올림픽 여자 하키 국가대표
- 2010년 아시안 게임 여자 하키 국가대표
- 2012년 하계 올림픽 여자 하키 국가대표

## 수상
- 2010년 여자월드컵대회 6위
- 2010년 아시안 게임 여자 하키 은메달